# Museo Guggenheim Bilbao
El Museo Guggenheim Bilbao (en euskera, Guggenheim Bilbao Museoa; en inglés, Guggenheim Museum Bilbao) es un museo de arte contemporáneo diseñado por el arquitecto canadiense Frank O. Gehry y localizado en la villa de Bilbao (País Vasco), España. Es uno de los museos vinculados en régimen de franquicia o colaboración con la Fundación Solomon R. Guggenheim. Fue inaugurado el 18 de octubre de 1997 por el rey Juan Carlos I de España. 
Las negociaciones para la construcción del museo entre las autoridades públicas de la comunidad autónoma del País Vasco y los directivos de la Fundación Guggenheim comenzaron en febrero de 1991. El acuerdo se firmó a finales de ese año, seleccionándose el arquitecto y el emplazamiento del edificio a mediados de 1992. Desde su inauguración en 1997, el museo ha recibido una media superior al millón de visitantes anuales, causando un impacto extraordinario en la economía y la sociedad vasca, impulsando el turismo en la región y promoviendo la revitalización de múltiples espacios públicos y privados en la villa, además de mejorar la imagen de la ciudad. Todo este fenómeno, bautizado por los medios de comunicación como «efecto Guggenheim» o «efecto Bilbao», ha puesto de relieve la importancia del turismo cultural, y ha generado un efecto de emulación en otros países, con desiguales resultados.
El Efecto Guggenheim o Efecto Bilbao se puede explicar como un notable cambio en el pensamiento de una ciudad tan industrial como es Bilbao por parte de la construcción de un edificio como fue la construcción del museo y lo que generó una ampliación de hospitalidad que no se veía reflejada en la ciudad hasta antes de su construcción. La misión de la construcción de este museo también fue la limpieza de cara de la ciudad de forma que Bilbao pasó a ser interés cultural para toda la nación e incluso para el extranjero y sobre todo podemos ver como de eficaz fue su propaganda a través del internet teniendo un museo muy contemporáneo y moderno. Eso impulsó la difusión de las imágenes digitales del singular edificio Guggenheim Bilbao en todo el mundo. La atención mediática masiva generada por el edificio singular de Frank Gehry, y la acumulación de noticias e imágenes, reposicionó la ciudad de Bilbao globalmente. En términos de Geografía Económica, siendo Bilbao una ciudad de segundo nivel, el GMB alcanzó una alta centralidad en los medios de comunicación global. Además, esa alta centralidad genera muchos de los beneficios de la Economía de Redes (Economías de Aglomeración).
La característica más llamativa del museo es el innovador edificio en el que se emplaza, constituido por formas curvilíneas y retorcidas, recubiertas de piedra caliza, cortinas de cristal y planchas de titanio. Cuenta con una superficie total de 24 000 m², de los cuales 10 540 m² están reservados para las exposiciones, distribuidos en 19 galerías, siendo el museo con más metros expositivos del Estado. Se ubica a orillas de la ría de Bilbao, en una zona denominada Abandoibarra, junto al puente de La Salve, que está rodeado por una torre hueca.
Tanto el edificio como su colección permanente pertenecen a las autoridades vascas. El 3 de diciembre de 2014 el patronato del Museo Guggenheim Bilbao aprobó renovar por otros 20 años la colaboración con la Fundación Solomon R. Guggenheim de Nueva York, suscrita en 1994 y cuya vigencia vencía el 31 de diciembre.
Durante el mes de octubre de 2017 y hasta el día 18, fecha de inauguración de la pinacoteca, el museo celebró su XX aniversario con diversas actividades.

## Arquitectura
Diseñado por el gabinete de arquitectos de Frank Gehry, fue abierto al público en 1997 y alberga exposiciones de arte de obras pertenecientes a la fundación Guggenheim y exposiciones itinerantes. Muy pronto el edificio se reveló como uno de los más espectaculares edificios deconstructivistas. El diseño del museo y su construcción siguen el estilo y métodos de Frank Gehry. Como muchos de sus trabajos anteriores la estructura principal está radicalmente esculpida siguiendo contornos casi orgánicos. El museo afirma no contener una sola superficie plana en toda su estructura. Parte del edificio es cruzado por un puente elevado y el exterior está recubierto por placas de titanio y por una piedra caliza que fue muy difícil de encontrar (al final se logró encontrar en Huéscar, Granada) de un color similar a la que se utilizó para construir la Universidad de Deusto. 
El edificio visto desde el río aparenta tener la forma de un barco rindiendo homenaje a la ciudad portuaria en la que se inscribe. Sus paneles brillantes se asemejan a las escamas de un pez recordándonos las influencias de formas orgánicas presentes en muchos de los trabajos de Gehry. Visto desde arriba, sin embargo, el edificio posee la forma de una flor. Para su diseño el equipo de Gehry utilizó intensamente simulaciones por ordenador de las estructuras necesarias para mantener el edificio, consiguiendo unas formas que hubieran sido imposibles de realizar unas pocas décadas antes. 
Mientras que el museo domina las vistas de la zona desde el nivel del río, su aspecto desde el nivel superior de la calle es mucho más modesto por lo que no desentona con su entorno de edificios más tradicionales.

### Proyecto

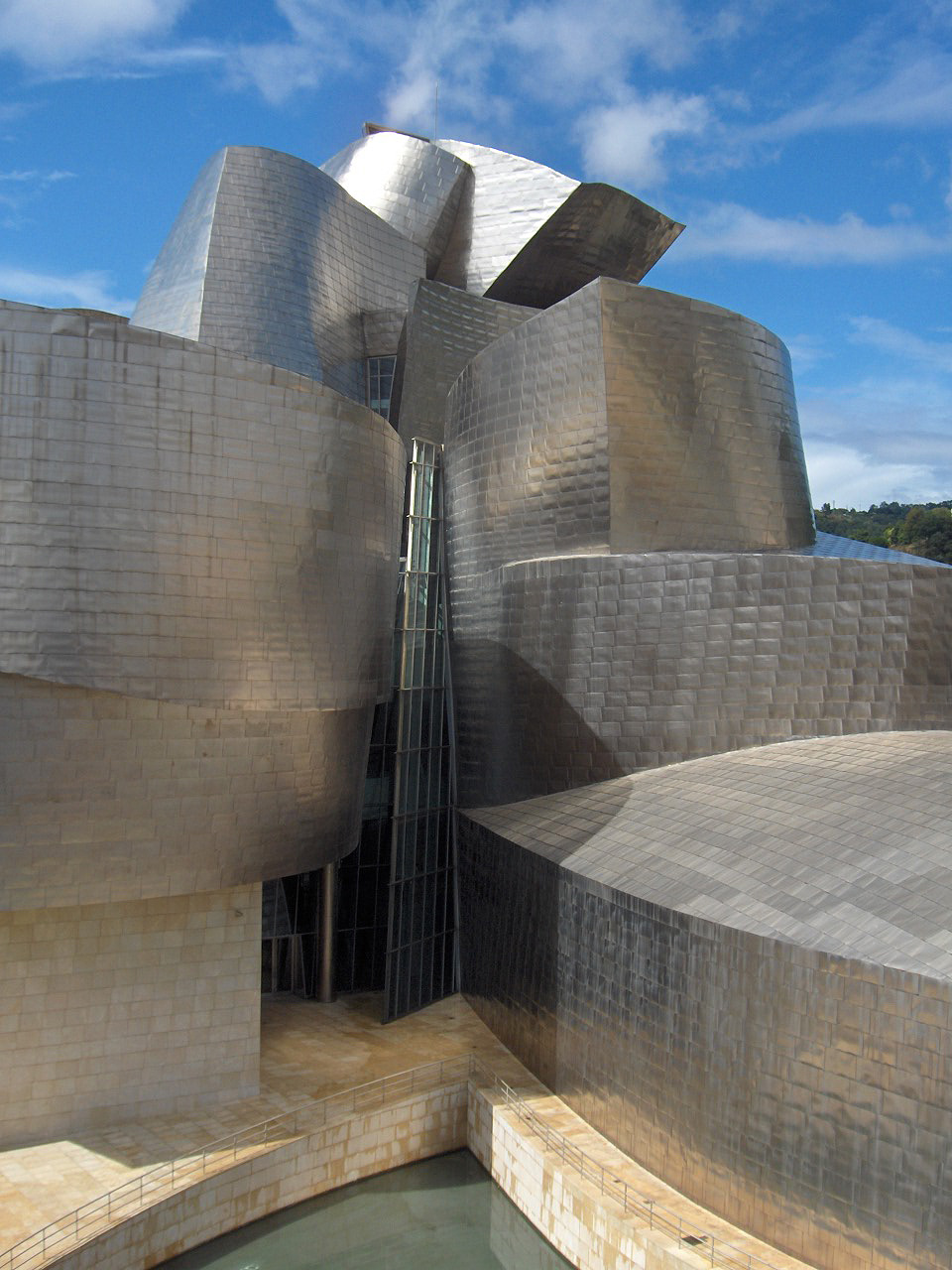
Vista exterior de la zona más alta del museo

La Fundación Guggenheim es poseedora de una gran colección de arte y del Museo Guggenheim de Nueva York. Thomas Krens, el director de esta organización entre 1988 y 2008, dirigió una política de expansión basada en mandar fondos itinerantes con el fin de hacer exposiciones temporales en diferentes lugares. También quiso establecer dos centros de arte en Europa, por lo que eligió dos ciudades: Berlín (Alemania) y Bilbao. Para esta última, se propuso rehabilitar un antiguo almacén, la Alhóndiga municipal, para albergar ahí la sucursal de su fundación. Solicitó los servicios de Frank Gehry por la calidad que demostró en el Museo Temporal de Arte Contemporáneo. Este arquitecto era entonces considerado un experto en rehabilitaciones. Se organizó, por motivos exclusivamente legales, un concurso en 1991 que duró diez días; en él participaron Gehry, Arata Isozaki y el equipo Coop Himmelb(l)au. 
Gehry ganó el concurso, y fue entonces cuando se decidió no hacer la rehabilitación pretendida por la Fundación Guggenheim en la citada Alhóndiga (actual Azkuna Zentroa). Él prefirió diseñar un nuevo edificio y eligió, junto con Tomas Krens, su emplazamiento: se situaría al norte del centro urbano, junto a la ría de Bilbao. Escogió este preciso lugar porque el museo podría ser visto desde tres lugares estratégicos de la ciudad. Tanto los terrenos como la financiación de las obras fueron aportados por las autoridades vascas, de modo que en sentido estricto el museo no pertenece a la Fundación Guggenheim, sino que colabora con ella, y se sirve de su marca Guggenheim, en un acuerdo renovable similar a una franquicia. El 18 de octubre de 1997 se celebró la gala de inauguración a la que acudieron importantísimos arquitectos y personalidades como los Reyes de España. Además de esta fiesta, hubo muchas campañas mediáticas que lanzaron a la fama este edificio incluso antes de ser terminado. Estas campañas siguen existiendo al día de hoy.
Este proyecto recibió el Premio Internacional Puente de Alcántara en 1998.

### Diseño del edificio

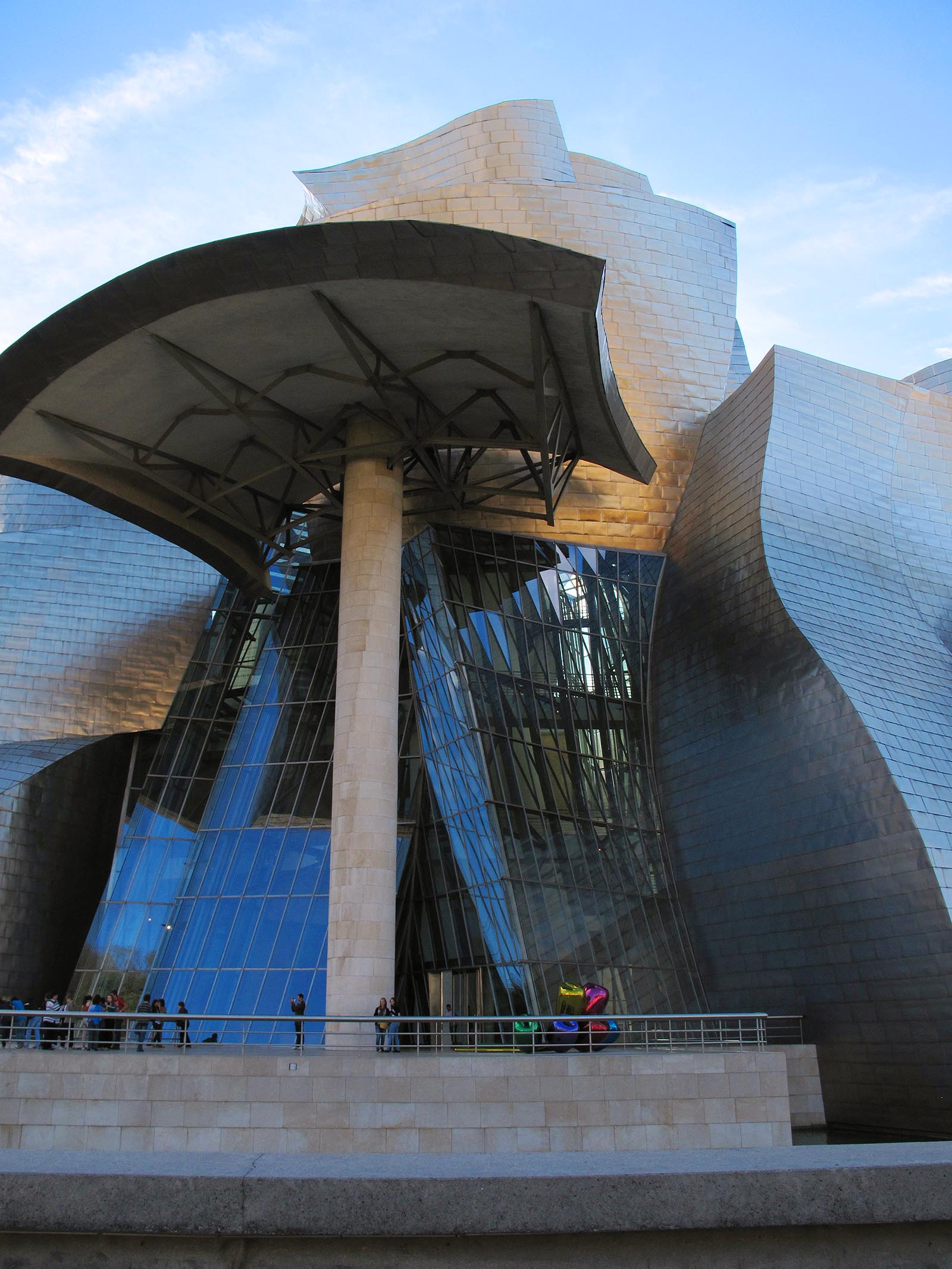
Detalle del diseño de la fachada del edificio

Frank Gehry recibió el pedido de este museo poco después de que su proyecto del Auditorio Walt Disney fuera cancelado cuando aún solo era una idea. Este hecho hizo que inspirase el Museo Guggenheim en su auditorio ideado, compartiendo ambos proyectos un planteamiento muy similar. Las formas blandas presentes en el museo comienzan con el Museo de Vitra y evolucionaron en otras obras. Gehry realizó docenas de maquetas donde fue probando las posibles formas del edificio. Todas ellas están hechas a mano, y desde julio de 1995 se exponen en la exposición “Peggy Guggenheim”, situada en un palacete de Venecia. Gehry no trabajó con ordenador, pero sí su equipo, cuyos miembros digitalizaron las maquetas de su jefe mediante una adaptación de un programa informático, Catia, de Dassault Systèmes. La adaptación a la arquitectura de este programa conllevó enormes gastos, los cuales fueron afrontados por la Fundación Guggenheim. Este edificio pertenece a la cuarta etapa de Frank Gehry, enmarcada entre los años 1991 y 2000, cuando hace obras más maduras y donde se asientan sus características propias. Además de este museo, en esta etapa elabora el Museo de la Cultura Pop o la Casa Danzante. En esta etapa, el autor plantea una concepción más escultural a sus obras, dotándolas de mayor monumentalidad y personalidad, como se puede ver en el Museo Guggenheim. 

### Formas exteriores

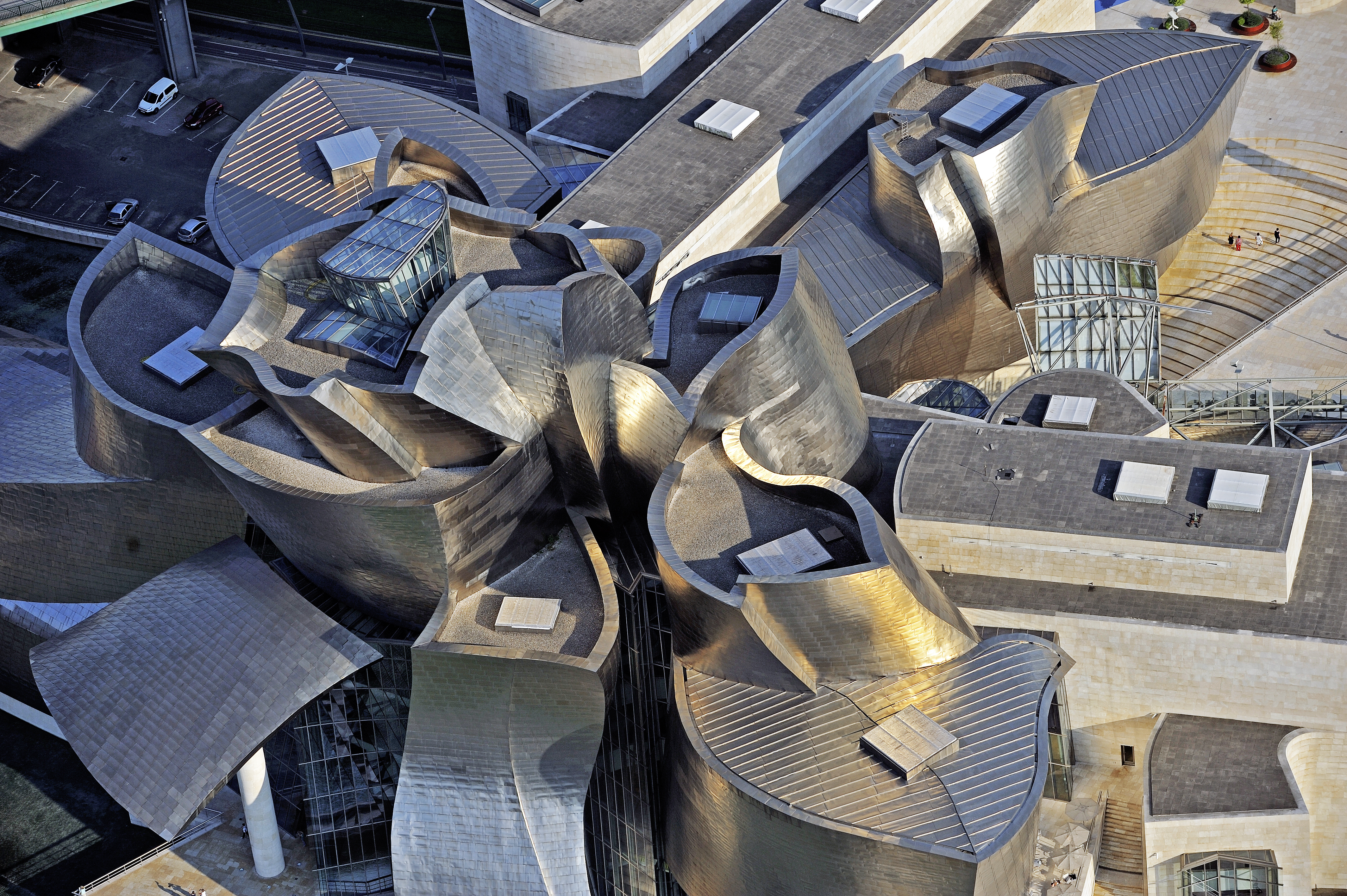
Vista aérea

Dentro del aparente desorden de la envolvente, existe un patrón que rige la volumetría. Este es el empleo en todos sus elementos de la máxima curvatura que soporta el titanio. La Gran Sala, también llamada Sala del Pez, se extiende hacia el este hasta acercarse con un puente que atraviesa la ría de Bilbao, el puente de La Salve, una estructura que ya atravesaba el solar antes de la construcción del museo y a la que este hubo que adaptarse. Tras este hay una torre que parece ser la continuación del museo y tiene el lado que mira al puente sin revestimiento. Tiene en su interior una gran estructura de barras metálicas inclinadas que recuerdan a las de Coop Himmelb(l)au. 
El museo visto desde el este se ve más ingrávido que desde otros lugares, y se pueden observar extraños paralelogramos curvos y torcidos que conforman la sala del pez. Por lo general, las ventanas del edificio tienen formas más racionales. Gehry es el “rey” del contrapunto. Este término viene de otras artes, como la música, y consiste en contrastar cosas muy diferentes colocándolas juntas en el caso de la arquitectura. Este efecto, como en casi todas sus obras, lo consigue en el Museo Guggenheim de Bilbao, ya que coloca una serie de bloques con formas rectas y racionales en la zona sur, la que mira al centro urbano de Bilbao. Las formas de estos edificios contrastan espectacularmente con los diseños curvos y libres de la parte más famosa del museo. Las fachadas de los bloques rectos no son metálicas, y sus ventanas son rectangulares. Hay fachadas moradas y otras con chapado de piedra de color crema. 
Tras estos bloques hay una pequeña plaza que conduce a la entrada principal del edificio, y en este espacio abierto se encuentra la escultura Puppy de Jeff Koons. Se trata de un gigantesco perro hecho de flores naturales. Inicialmente constituyó una exposición temporal, pero finalmente se decidió que fuese permanente. Desde esta plaza el edificio se ve más grávido y estable que desde el este. Desde esta orientación, a la izquierda del museo hay unas escaleras exteriores que descienden a una pasarela que transcurre paralelamente a la cara norte del edificio y entre la ría de Bilbao y un estanque. Según se baja por dichas escaleras se pueden observar salientes en los bloques rectos y paredes curvas.

### Interior

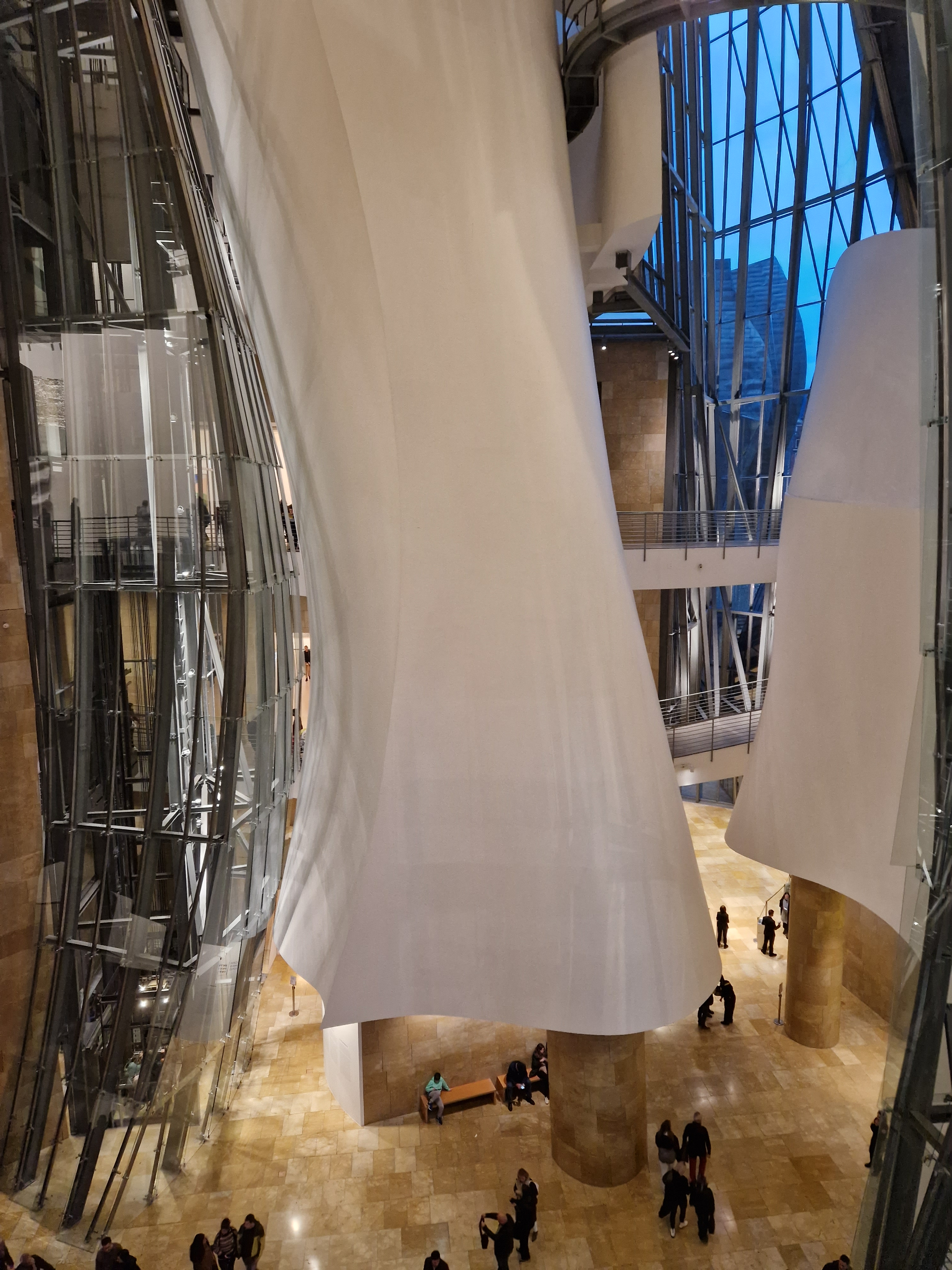
Perspectiva del interior

El interior del museo es menos complicado que el exterior, pero también tiene elementos curvos. Aunque en general el interior es muy diáfano, se pueden distinguir tres plantas diferenciadas: la colección permanente, la colección temporal y la colección de artistas vivos. Esta última, la colección de artistas vivos, se reparte a lo largo del museo, para que estas salas estén en relación con las colecciones permanentes y temporales. La entrada principal del museo está al final de unas escaleras exteriores que comienzan en la plaza antes descrita y bajan hasta el nivel de la planta baja. Sobre las puertas de la entrada hay una pared acristalada que no cubre nada. Hay una parte de la planta baja que es sótano y que está cerrada al público. Desde la entrada se accede directamente al hall, una enorme habitación de 50 metros de altura con una planta en forma de flor. Da acceso a la Gran Sala, a las que tiene forma de pétalo, a las que son rectangulares y a la terraza de la marquesina que está en la cara norte. Esta marquesina tiene un solo pilar muy alto que da esbeltez a la estructura. Bajo el grueso techo de la misma hay una estructura metálica que lo sujeta. 
En el centro del hall hay un enorme pilar. Además hay ascensores, pasarelas y escaleras que comunican con las plantas superiores. Las formas interiores del hall no siguen las formas geométricas y tiene partes recubiertas de piedra y otras acristaladas. La sala más grande del museo es la Gran Sala, conocida también por el nombre de la sala del pez, por su forma exterior. Es muy alargada y alberga obras artísticas de enorme tamaño, algunas de las cuales son temporales y otras permanentes. Hay salas con la planta en forma de pétalo. A éstas se accede desde el hall, al igual que la Gran Sala. En uno de los bloques de formas rectas hay una serie de salas de planta rectangular dispuestas en fila, es decir, una colocada detrás de otra sin pasillo que las comunique. En cada planta hay tres salas y para acceder a la última es necesario atravesar las dos primeras. Casi todas las salas del museo tienen lucernarios que dan una luz cenital muy interesante.

### Revestimiento de fachadas y cubiertas

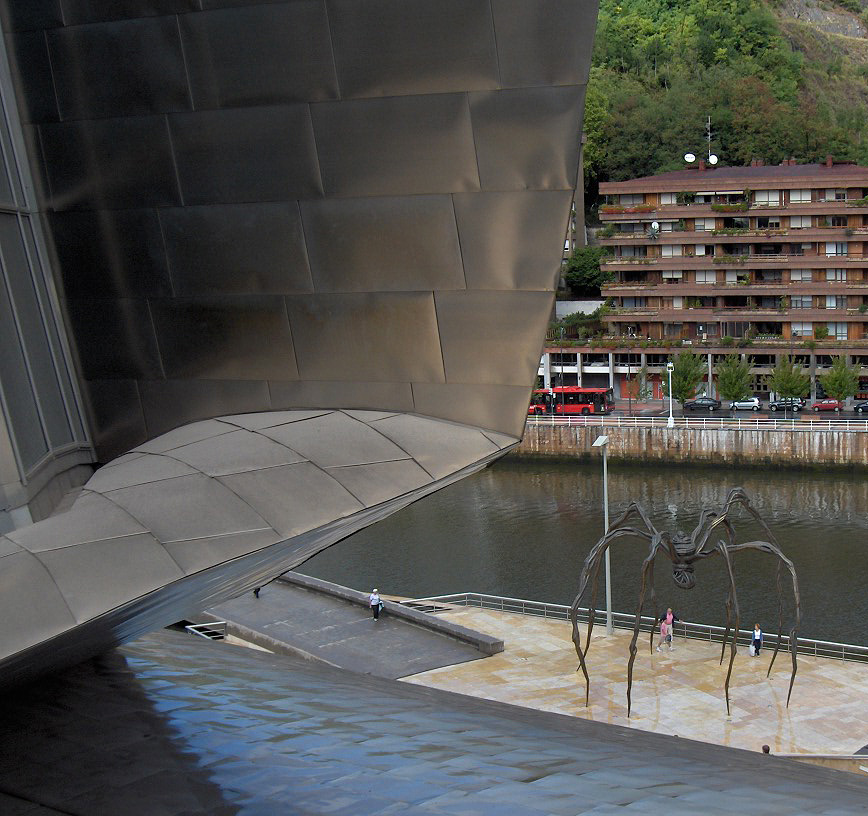
Detalles del recubrimiento de titanio

Frank Gehry, para escoger el revestimiento del Museo Guggenheim de Bilbao, se fijó en las plumas y escamas de muchos animales. Observó sus fijaciones y la posibilidad de movimiento que dan. Le interesa mucho los animales y los sistemas que usa la naturaleza para cubrir superficies curvas, similares a las del museo. Decidió usar «escamas» rígidas de manera que se montasen unas encima de otras. La diferencia entre el revestimiento usado y la piel de los animales es que la de estos últimos está adaptada al movimiento mientras que la del edificio no, por lo que ambos sistemas de cubrimiento no son los mismos. 
Gehry quiso desde el primer momento que estas piezas fuesen metálicas. Barajó varias posibilidades que admitían el uso de varios materiales. Decidió no usar acero inoxidable porque decía que no correspondía con el cielo de Bilbao. También descartó la posibilidad de usar cobre y otros metales. Finalmente se decantó por hacer las piezas de titanio, un metal bastante caro que contrasta con los materiales económicos usados en sus primeras obras. La aleación definitiva es de zinc y titanio, existiendo una proporción mucho mayor del segundo metal. Se trata de una chapa cuyo espesor es de un tercio de milímetro y resulta muy manejable. Al ser tan fino, se adapta perfectamente a la curva descrita por el edificio. 
Cada pieza tiene una forma única y exclusiva al lugar que ocupa. La forma precisa de cada chapa fue determinada por el CATIA. Cada pieza está ligeramente almohadillada para que se adapte perfectamente a su lugar. A este efecto se le conoce con el término boatiné. Hay zonas en las fachadas con remiendos, es decir, conjuntos de chapas con diferentes colores, debido a las ligeras variaciones de la aleación metálica que hay en cada pieza. Hay chorretones en algunas fachadas, especialmente las que dan al norte. Se producen por la reacción química entre las chapas, la humedad ambiental y los ganchos que sujetan las piezas, que no son de titanio. En dicha reacción se crean pares galvánicos, los cuales se ven como chorretones muy poco estéticos.

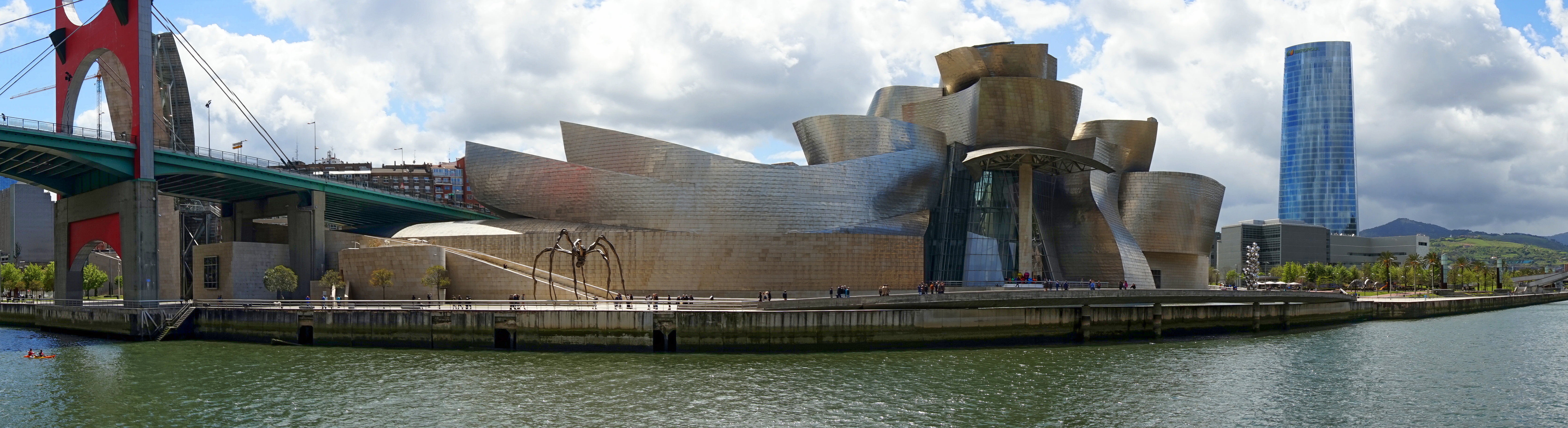
Vista panorámica del museo Guggenheim Bilbao, con el puente de La Salve a la izquierda y la torre Iberdrola a la derecha

## Colección y exposiciones

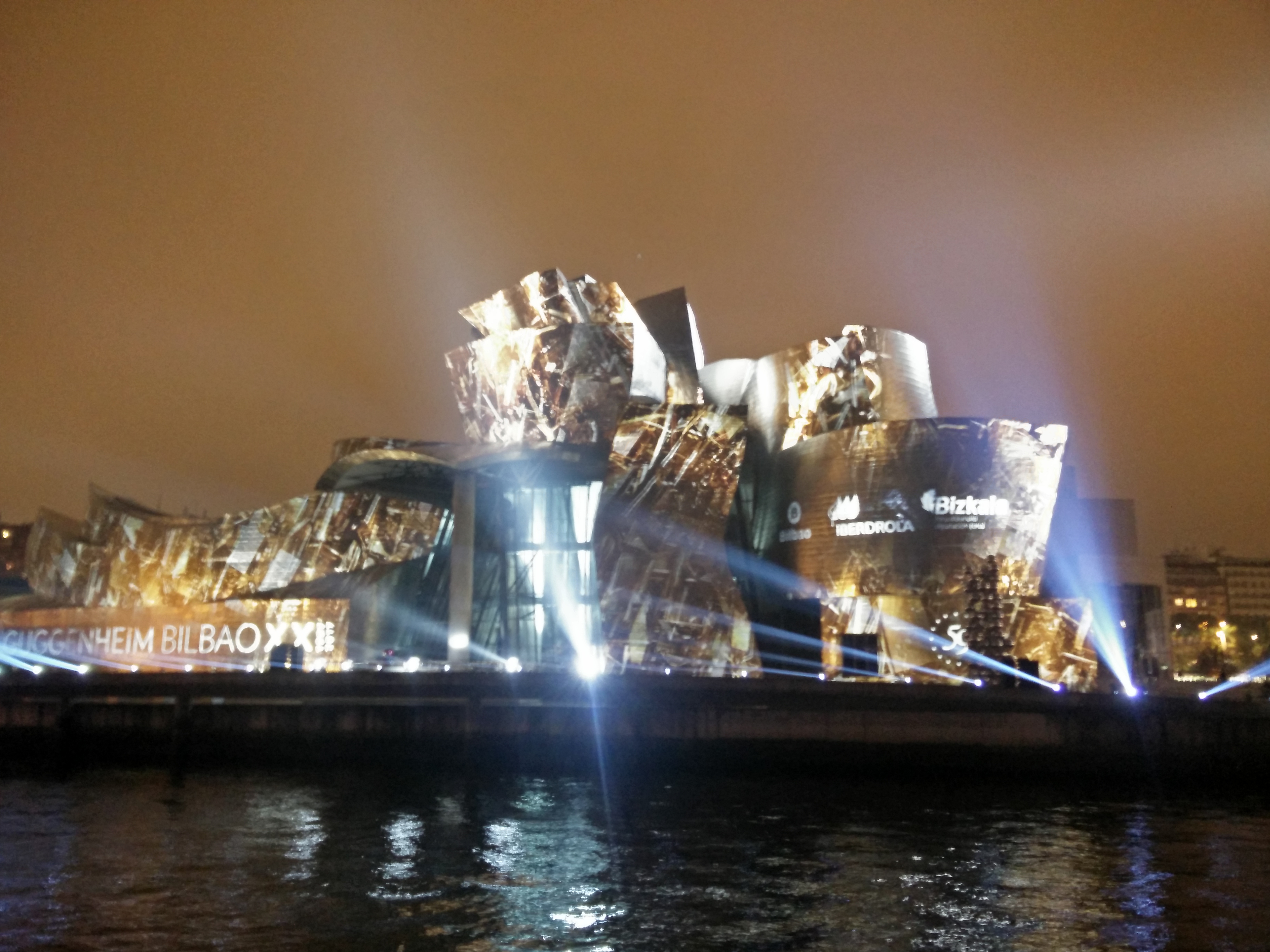
Espectáculo Reflections, proyección de mapping a gran escala exhibida como broche final de los actos de conmemoración del XX aniversario del museo durante el mes de octubre de 2017.

El museo alberga frecuentes exposiciones con obras procedentes de la sede Guggenheim de Nueva York, así como otras muestras de piezas prestadas por uno o múltiples museos internacionales. Esta intensa agenda expositiva es paralela a una labor de compra y exhibición de obras de arte contemporáneo que conforman su propia colección.

### Colección
Desde su inauguración en 1997 y mediante una «sociedad tenedora», el museo de Bilbao ha ido reuniendo ejemplos relevantes de arte contemporáneo realizados por grandes figuras artísticas de la segunda mitad del siglo XX, tanto locales como internacionales, con la finalidad de conformar una colección propia y autónoma; si bien el criterio de selección de su colección se perfila de acuerdo con la Fundación Solomon R. Guggenheim de Nueva York.
Actualmente, las obras de su colección no dejan indiferente a nadie y, con el paso de los años, se han convertido en referentes del arte contemporáneo.
De las obras permanentes con ubicación específica destacan el atrio, las terrazas y el exterior. Estas obras, llevadas a cabo por artistas contemporáneos, hacen que confluyan los espacios interiores y exteriores del edificio. Esto hace que se convierta en parte fundamental de la colección del Museo Guggenheim de Bilbao. 

En la tercera planta es donde se expone la Colección permanente del museo. Esta permite a los espectadores recorrer varios de los movimientos más señalados de la segunda mitad del siglo XX y principios del XXI. Algunos de los artistas que conforman esta colección son: Cristina Iglesias, Sol LeWitt y Mark Rothko, entre otros.

### Exposiciones temporales
Las exposiciones en el museo cambian frecuentemente y contienen principalmente trabajos realizados a lo largo del siglo XX siendo las obras pictóricas tradicionales y las esculturas una parte minoritaria comparada con otros formatos e instalaciones artísticas y formatos electrónicos. Algunos entusiastas del arte consideran que el edificio en sí está muy por encima de las obras que forman parte de la colección del museo.[cita requerida] En los últimos años, de acuerdo a la política general de los centros Guggenheim, se han incluido exposiciones de arte antiguo, acaso con el deseo de captar más público. Así, se han expuesto dibujos de Miguel Ángel, pintura antigua del Hermitage de San Petersburgo, grabados de Durero (2007) y una selección de pintura y objetos antiguos del Kunsthistorisches de Viena (2008). Por otro lado no se han dejado de lado las exposiciones de arte contemporáneo, siendo las dos más visitadas en 2016, con Sombras de Andy Warhol y una exposición de Louise Bourgeois de la que quedaría Maman, la famosa araña instalada junto a la Ría que forma parte de una serie de reproducciones del original en bronce. Destaca así mismo la exposición Mujeres de la abstracción, que presenta los hitos de las artistas del siglo XX como cocreadoras de la modernidad.
En 2005, se instaló, como parte de la colección permanente y propia del museo, La materia del tiempo, una serie de siete esculturas monumentales creadas por Richard Serra, y que se unen a Serpiente (Snake), la escultura realizada por el artista para la inauguración del museo.

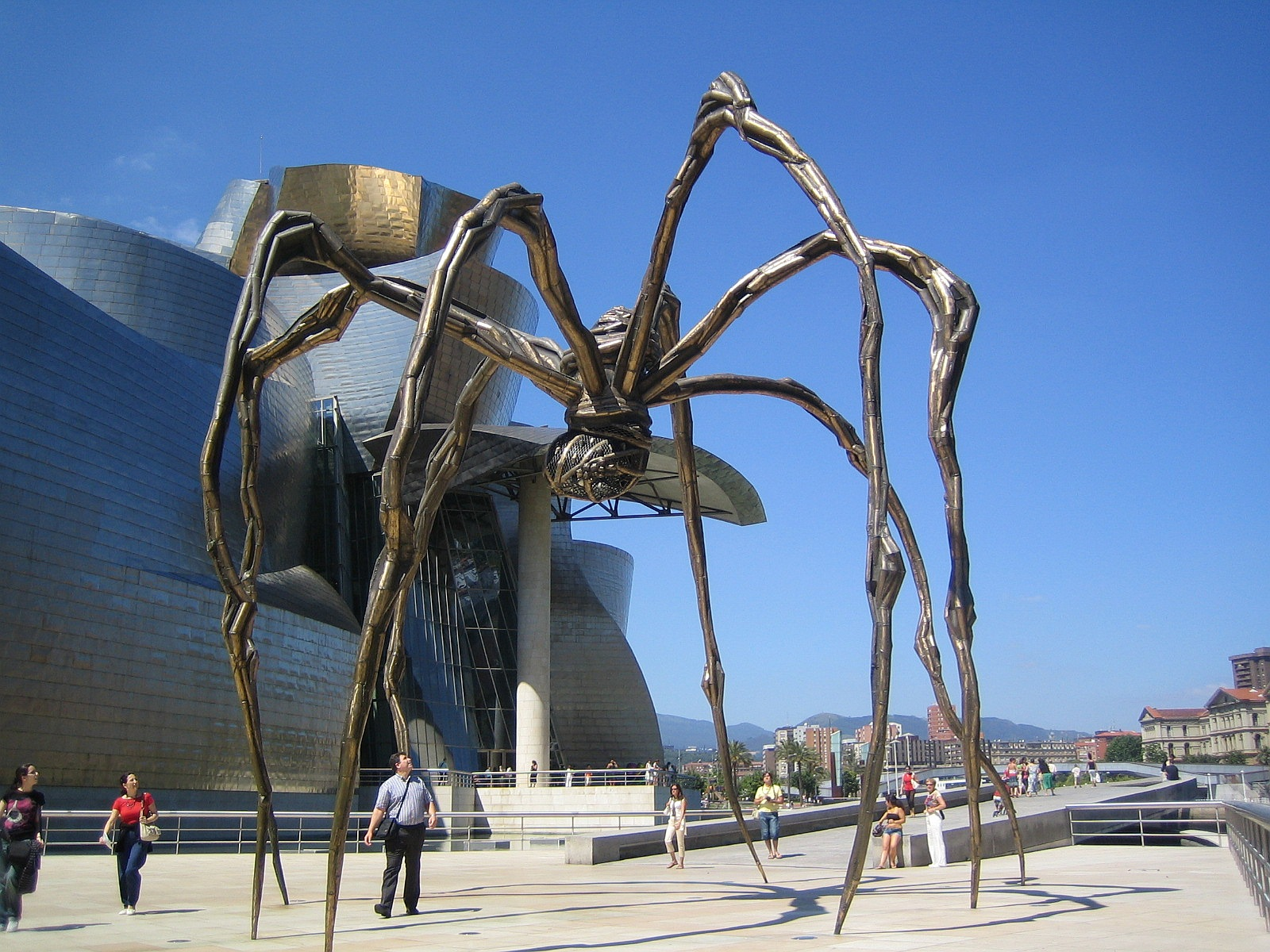
Mamá de Louise Bourgeois, en el exterior del museo
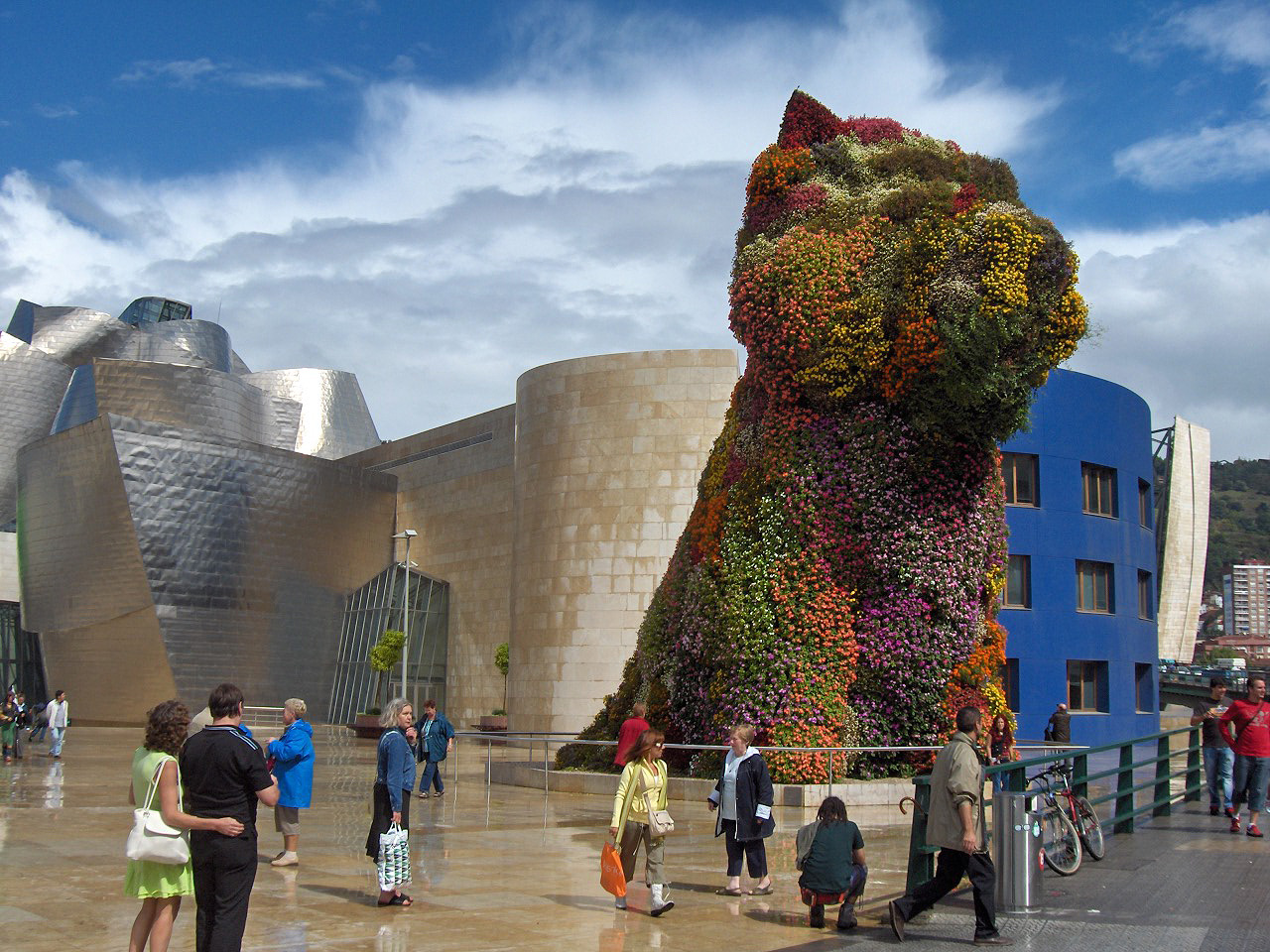
Puppy de Jeff Koons, a la entrada del museo
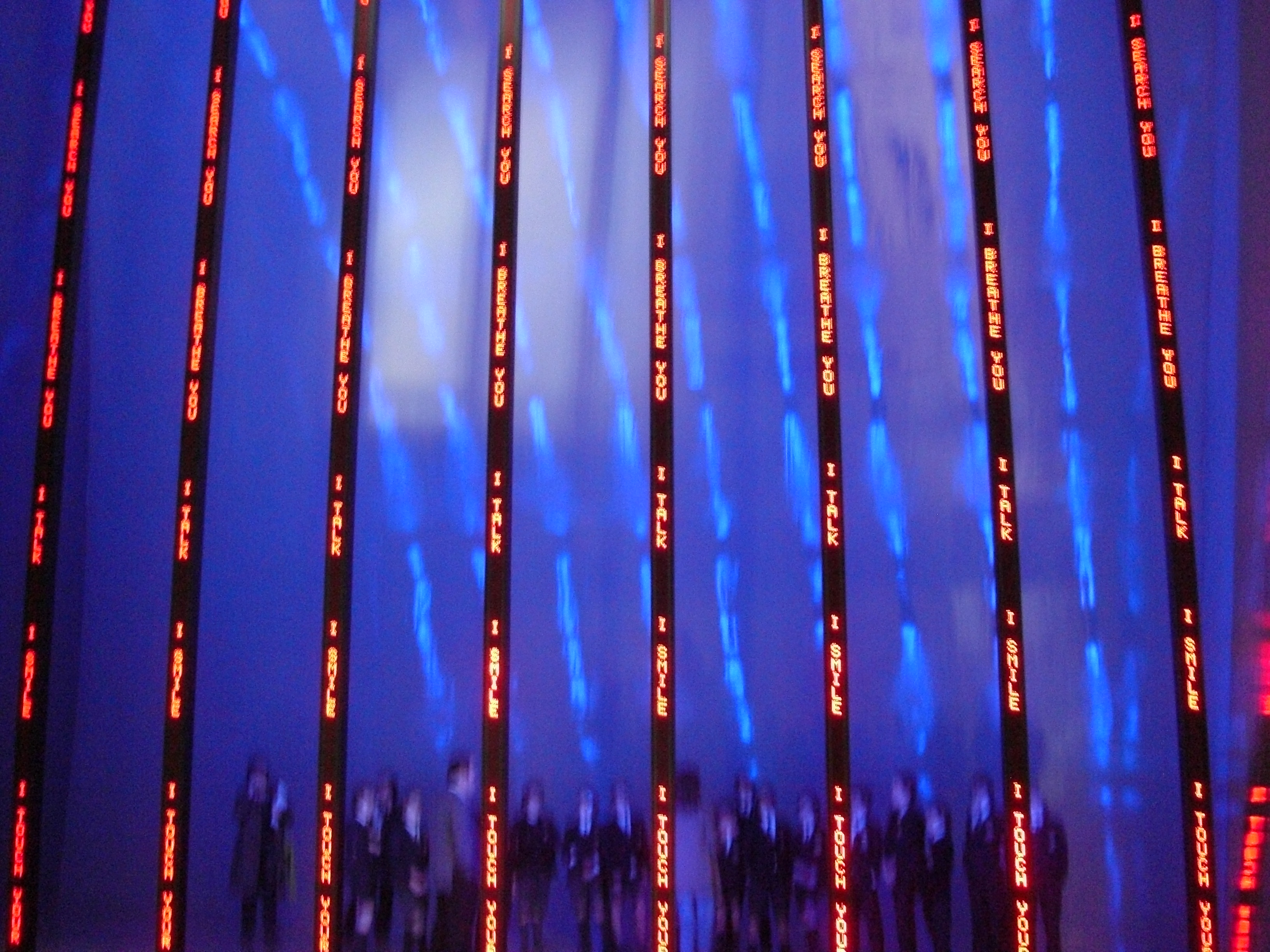
Instalación permanente de Jenny Holzer
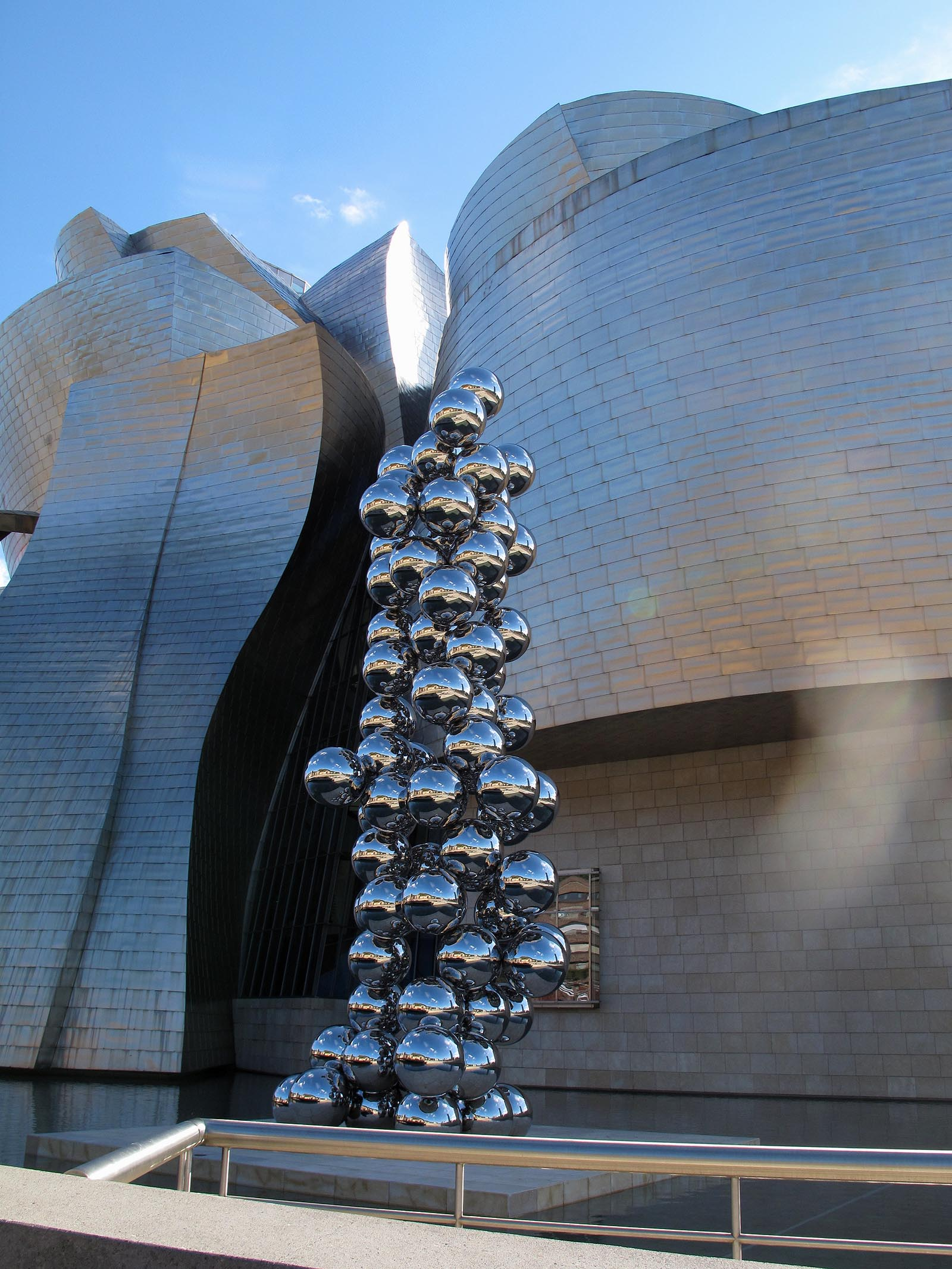
El gran árbol y el ojo. Instalación permanente de Anish Kapoor
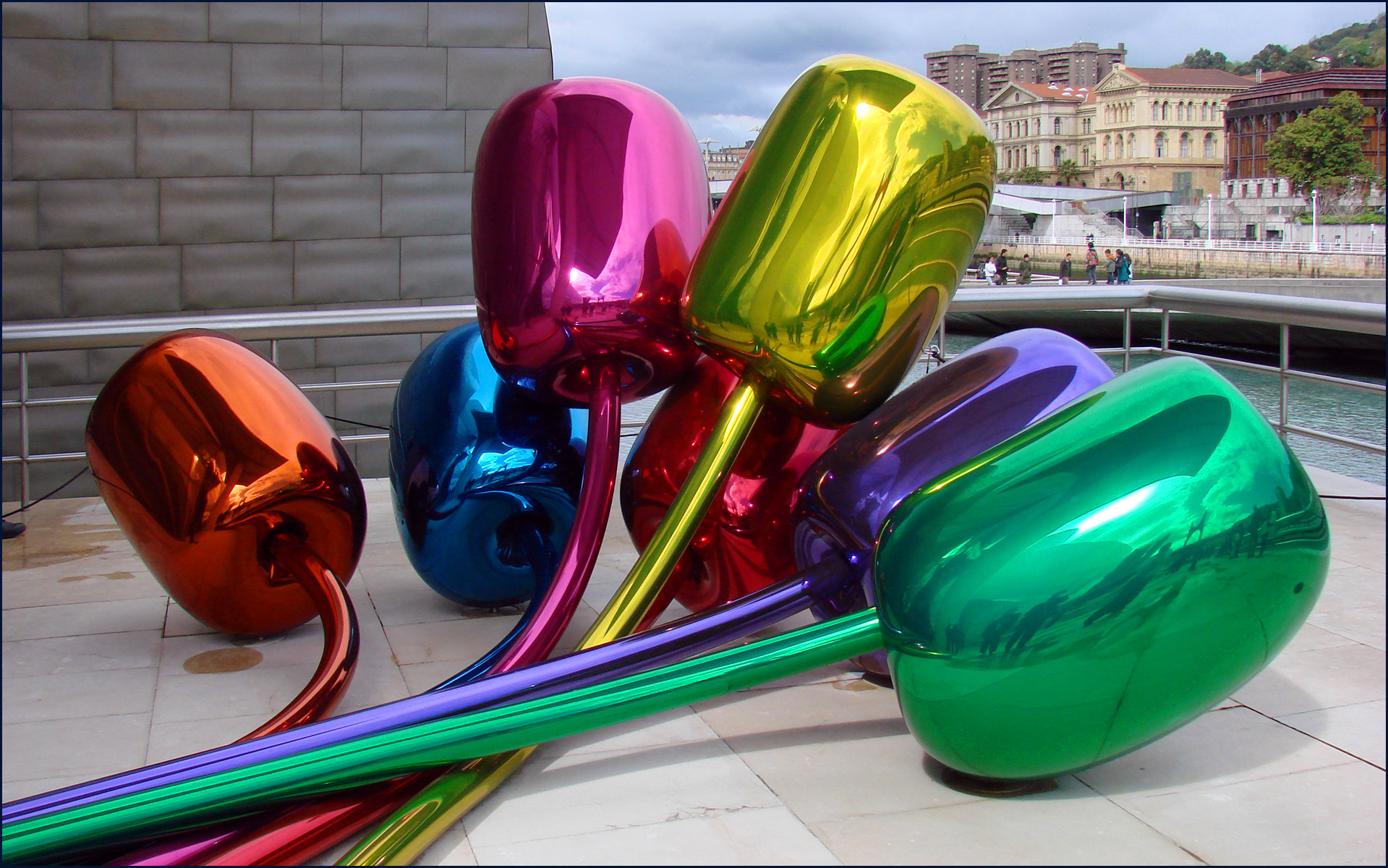
Tulipanes de Jeff Koons

## Críticas
El museo, sobre todo durante su construcción, recibió numerosas críticas desde diferentes sectores de la cultura vasca, ya que los fondos para construirlo salieron exclusivamente de los presupuestos del Departamento de Cultura del Gobierno Vasco, mientras que muchos reclamaban que salieran de otras áreas como Industria, ya que consideraban que, sobre todo, era una inversión de corte empresarial más que cultural; y que dejaba a la cultura vasca desprovista de fondos durante esos años.
Una de las críticas con mayor repercusión fue la del artista vasco Jorge Oteiza, quien en 1992 llegó a afirmar sobre el proyecto que era «un auténtico culebrón, algo propio de Disney, antivasco totalmente, y que acarreará gravísimos daños y la paralización de todas las actividades culturales». Posteriormente, en 1998, Oteiza firmó un acuerdo de colaboración con el museo, poniendo fin con ello a las críticas y descalificaciones previas.
Se ha criticado también al edificio por su elevado coste y el carácter casi experimental de muchas de las innovaciones que se hicieron en su construcción, que han hecho más caro y difícil su limpieza y mantenimiento, por humedades, oxidación del titanio (aunque no se trate de una verdadera oxidación), etc.
Sin embargo, la mayoría de las críticas se vieron apagadas por el inesperado éxito que el edificio y el propio museo tuvo a nivel mundial, trayendo a la ciudad enormes beneficios y dimensionando positivamente la imagen de Bilbao a nivel internacional.

## Premios y distinciones
El listado de premios y distinciones otorgados al museo es extenso y prolijo.
El edificio recibió múltiples críticas favorables, como la del arquitecto estadounidense Philip Johnson, quien lo calificó como «el edificio más grande de nuestros tiempos».
El proyecto del Museo Guggenheim recibió además el IV Premio Internacional “Puente de Alcántara”, 1999.
En 2000, el Foro Europeo de Museos le otorgó el Premio del museo europeo del año, galardón que reconoce cada año a los nuevos museos que han realizado avances e innovaciones en el ámbito museístico. El museo galardonado alberga durante un año la estatua de Henry Moore The Egg, que simboliza el premio. Junto con el Museo Arqueológico Provincial de Alicante (2004), CosmoCaixa de Barcelona (2006) y el Museo de Medina Azahara (2012), son los cuatro únicos museos de España que han recibido el premio.
Recibió en el año 2017 el premio a la marca cultural del año otorgado por la web alemana culturalbrands.com. 
En 2018 recibe el premio AMPE de oro por un anuncio titulado “Soy de Bilbao”. 
En 2023 recibiria dos nuevos galardones: el Premio Veinticinco Años concedido por el Instituto Americano de Arquitectos y el Webby Award por su página web, elegido por votación popular.
Es además desde 2007, uno de los 12 Tesoros de España.

## Futura ampliación

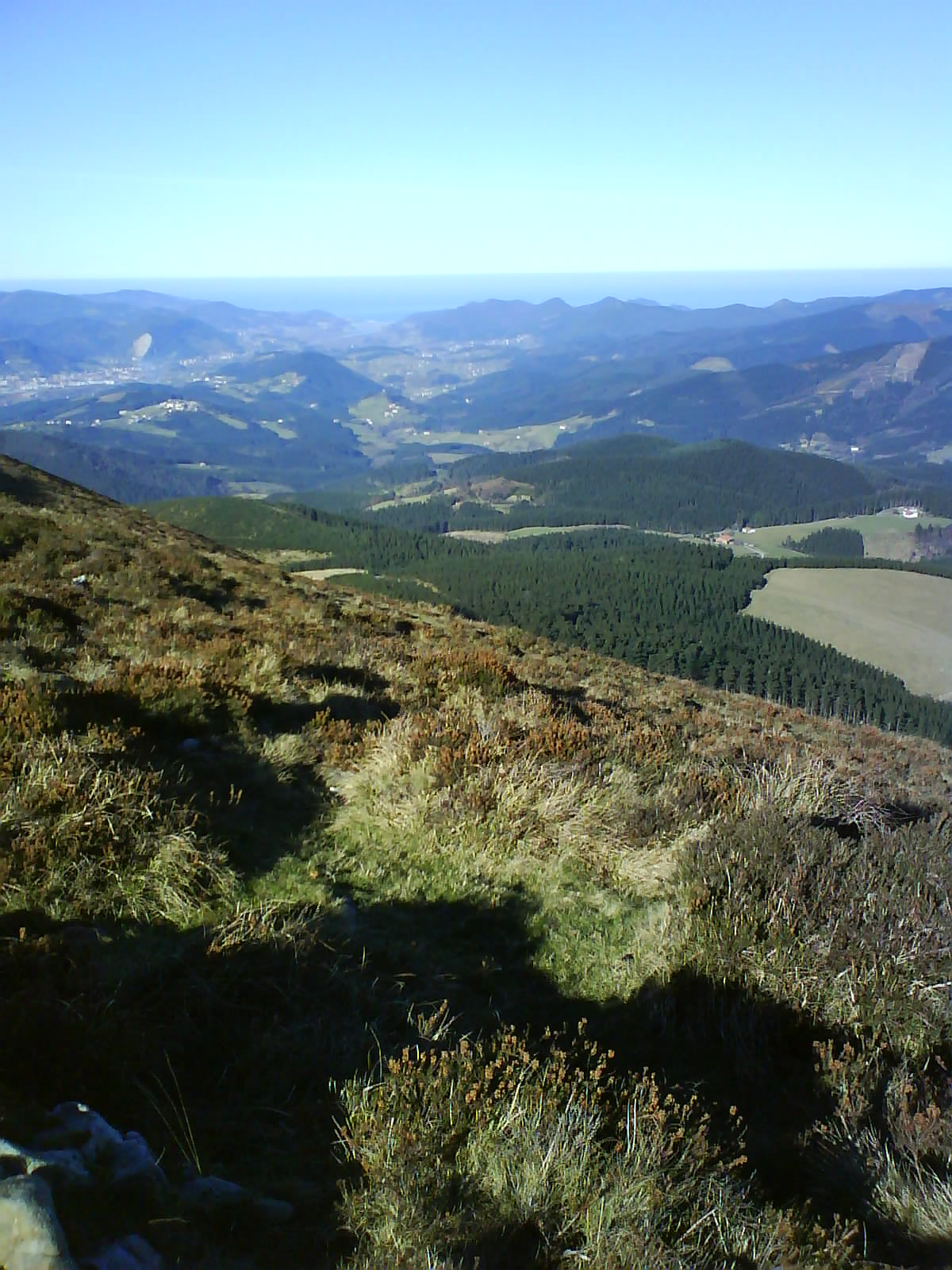
Entorno de la reserva de la biosfera de Urdaibai, que uniría las dos sedes separadas de Gernika y Murueta de la futura ampliación del museo Guggenheim

La Fundación Guggenheim aprobó en diciembre de 2017 un plan estratégico para los años 2018-2020 con el fin de buscar un emplazamiento para una futura ampliación del museo fuera de Bilbao, barajándose Urdaibai, Guernica y otras zonas de Vizcaya.
A finales de diciembre de 2020 se informó que del total de los 25 proyectos del Territorio de Vizcaya que optaban a beneficiarse en el reparto de los fondos europeos Next Generation, se incluía el Guggenheim Gernika, ampliación verde del Museo Guggenheim Bilbao, con 127 millones de euros, 81 de la UE:

El proyecto contempla una ampliación en discontinuidad del Museo Guggenheim Bilbao. Se trata de un proyecto de la DF Bizkaia que impulsa en clave armónica la cultura, la economía, la recuperación de suelos degradados por la actividad industrial y el respeto al paisaje y al medio ambiente desde una concepción absolutamente vanguardista.

El 7 de junio de 2021 se daba a conocer que el Guggenheim aspiraba a crecer en Urdaibai en dos sedes unidas por una vía verde: la antigua fábrica de cubiertos Dalia en Gernika y el Astillero de Murueta acogerían la ampliación si el proyecto conseguía financiación de los fondos europeos Next Generation.
El 8 de mayo de 2022 se notificó que la Diputación había comenzado ya los trámites administrativos para construir la ampliación del Guggenheim en dos sedes separadas (Gernika y Murueta) unidas por una senda ecológica de cinco kilómetros de recorrido a través de la Reserva de la Biosfera de Urdaibai. Para ello activó el primer trámite para cambiar la normativa urbanística y dar cabida en la reserva al futuro centro cultural.
El 26 de julio del mismo año se informó que la Diputación había destinado 40 millones de euros como primera inversión y se había firmado un protocolo con el Gobierno central, que aportaría fondos europeos al futuro museo. El 28 de septiembre anunció que había contratado un equipo internacional de prestigio para el proyecto arquitectónico, el cual fijaría para comienzos de 2023 sus bases arquitectónicas y medioambientales. El Guggenheim Urdaibai abriría solo algunos meses al año con un cupo máximo de visitantes. El 8 de octubre se especificó que el Gobierno central se sumaba a la operación para ejecutar el Guggenheim de Urdaibai activada por la Diputación. El anteproyecto de los Presupuestos Generales del Estado (PGE) para 2023 contempló una partida de 14,67 millones destinados a «actuaciones singulares de desarrollo sostenible» en la reserva de la biosfera.
El 18 de octubre de 2022, en plena celebración del Guggenheim de Bilbao, el Gobierno vasco reconoció que el proyecto para el Guggenheim de Urdaibai era "complejo" y presentaba "dificultades". Seguidamente, el Gobierno central pidió al vasco que «despejara incógnitas» sobre su apoyo al Guggenheim de Urdaibai. El 4 de noviembre se supo que el Gobierno vasco dejaba fuera del presupuesto de Cultura el Guggenheim de Urdaibai al considerar que el proyecto «no está suficientemente desarrollado» para incluirlo en las Cuentas de 2023. El 10 del mismo mes, se publicó que la Diputación «blindaba» 40 millones para ejecutar «cuando sea» el Guggenheim de Urdaibai, reservando la partida aún sabiendo que no la utilizaría en 2023 y destinando otros 10 millones a estudiar los suelos, potencialmente contaminados, donde se ubicará la pinacoteca. Dos días después se conocía que el Gobierno central aportaría 40 millones de euros al Guggenheim de Urdaibai al aceptar una enmienda del PNV a los Presupuestos Generales del Estado para sumar otros 25 millones a los 15 ya previstos, igualando la partida reservada por la Diputación. El 22 de noviembre se supo que el Gobierno central revisó la ley de Costas en Urdaibai para encajar el Guggenheim.
El 12 de diciembre de 2022, el Patronato del Museo Guggenheim reafirmó su voluntad de impulsar la apertura de una sede en Urdaibai como proyecto «estratégico» de futuro, y un día después se supo que el estudio de arquitectura Cooper Robertson, con sede en Manhattan, había sido contratado por la Fundación Guggenheim de Nueva York para sentar las bases del nuevo museo, cuyo equipo de expertos culminaría su trabajo durante el primer trimestre de 2023.
A princios de 2023, Richard Armstrong, director de la fundación Guggenheim de Nueva York, expresó su «confianza total» en el proyecto de Urdaibai, mientras Vidarte matizaba en una presentación conjunta que el proyecto aún precisaba de «una confirmación plena» por parte del patronato.
El 19 de mayo de 2023, la Diputación anunció en plena campaña electoral el inicio de los trabajos del Guggenheim de Urdaibai, con las obras de demolición de la antigua fábrica Dalia en Gernika, una de las dos futuras sedes del complejo, tras el verano.
El 18 de junio de 2023 se dio a conocer que el estudio neoyorquino de arquitectura Cooper Roberston cifró en 130 millones el Guggenheim Urdaibai y que el contenido detallado del informe fue dado a conocer a los miembros del Patronato de la Fundación Guggenheim Bilbao en su reunión del 14 de junio. El primer boceto del Guggenheim de Urdaibai proyectó un gran auditorio y dos restaurantes, tendría la entrada en Gernika y ocuparía 60.000 metros cuadrados. La Diputación recibió el primer boceto del nuevo museo e informó de que convocaría un concurso de ideas para su diseño final.
El Consejo de Ministros aprobó el 4 de julio de 2023 una subvención de 40 millones que lanzó definitivamente el proyecto del Guggenheim de Urdaibai. El Gobierno Vasco confirmó su respaldo al proyecto.
El 1 de agosto de 2023 se dio a conocer que un informe de Costas allanaba el camino para levantar el Guggenheim de Urdaibai. El Gobierno central aprobaría así el cambio solicitado por la Diputación para dar encaje legal al centro cultural en la marisma. Sin embargo, en noviembre de 2023 se supo que el Gobierno vasco posponía su adhesión al proyecto a después de las autonómicas para no generar tensiones territoriales.
El 22 de enero de 2024 se informó que el Gobierno vasco y la Diputación se daban dos años para decidir si el Guggenheim de Urdaibai era «viable». Al día siguiente, el PNV aclaró que el nuevo Guggenheim se ejecutaría pese a las dudas, negando que el proyecto se enfriara dos años por razones electorales y ratificando su «apuesta firme» por construirlo en Urdaibai. Posteriormente, el lehendakari replicó al PNV e insistió en que era «partidario» de un periodo de reflexión sobre el Guggenheim de Urdaibai, apostando por tomarse dos años para analizar la viabilidad del proyecto pero reconociendo que su propio Gobierno era favorable a construir la pinacoteca. Defendió que la ampliación del Museo Guggenheim en Urdaibai podría ser un elemento de reactivación socioeconómica de Busturialdea y que "podría encajar" entre las medidas que se planteen dentro del plan de revitalización para la comarca. Además, dejó claro que él "no ha confirmado, negado ni puesto en duda nada" en relación con este proyecto impulsado por la Diputación Foral de Bizkaia.
El 15 de junio de 2024, se dio a conocer que la Diputación tenía previsto acometer «en unas pocas semanas», previsiblemente antes de agosto, los primeros derribos en la parcela de Gernika que ocuparía en el futuro una de las dos sedes con las que contará el Guggenheim de Urdaibai.